# 1-Iodheptan
1-Iodheptan ist eine chemische Verbindung aus der Gruppe der aliphatischen, gesättigten Halogenkohlenwasserstoffe.

## Eigenschaften
1-Iodheptan ist eine brennbare, schwer entzündbare, gelbliche Flüssigkeit, die sehr schwer löslich in Wasser ist.

## Verwendung
1-Iodheptan kann zur Funktionalisierung von symmetrischen sternförmigen Molekülen mit Carboranclustern verwendet werden.

## Sicherheitshinweise
Die Dämpfe von 1-Iodheptan können mit Luft ein explosionsfähiges Gemisch (Flammpunkt 76 °C) bilden.